# Kreacher
Kreacher je kućni vilenjak iz serijala o Harryju Potteru spisateljice J.K.Rowling. Služio je obitelji Blackovih koja je živjela na Grimmauldovom trgu br.12. Nakon smrti Regulusa i njegove majke zadnji potomak obitelji Black bio je Sirius, a Kreacher ga nije baš volio zbog svoje različitosti od obitelji Black. Ipak mu je morao služiti dok mu Sirius ne pokloni odjeću, što se nije dogodilo.
Nakon što je Sirius umro od ruke svoje sestrične Bellatrix oporukom je ostavio svu svoju imovinu, a time i Kreachera, Harryju Potteru. Kreacheru se to nije sviđalo ali nije mogao ništa poduzeti. Prezirao je bezjake i potomke bezjaka i kao obitelj u čijem je vlasništvu dugo bio mislio je da treba iskorijeniti "mutnjake" ("Mudblood") i da u čarobnjačkom svijetu trebaju biti samo čistokrvni čarobnjaci. Često je psovao i vrijeđao ispod glasa Harryja, a posebno Hermionu jer je potomak bezjaka. U opisima J.K.Rowling prikazan je kao stari vilenjak sijede kose koji nosi prljavu kuhinjsku krpu kao odjeću.
Životni san mu je da mu, nakon smrti, odrube glavu i stave je na stepenište u hodniku kuće obitelji Black gdje su već smještene glave mnogih njegovih predaka.
Bio je vrlo odan Regulusu, bratu Harryjeva kuma Siriusa, koji se pridružio Voldemortu, a kad ga je htio napustiti ubijen je.
U sedmom dijelu Harry, Hermiona, i Ron uspjeli su ga "pripitomiti".
Ispričao im je sve o Regulusu i događajima u špilji blizu sirotišta gdje je Voldemort sakrio medaljon u kojem se nalazio njegov horkruks.
Nakon što su ga Harry, Ron i Hermiona sredili pomogao im je da se domognu tog horkruksa i postao je vrlo odan svom vlasniku, Harryju, kao i Ronu i Hermioni.
Izgubio je kontakt s njima kad Harry, Ron i Hermiona odlaze u Ministarstvo magije pod kontrolom Lorda Voldemorta.
Tijekom njihova povratka (prije bijega) iz Ministarstva, smrtonoša zvan Yaxley uspijeva probiti magičnu zaštitu kuće Blackovih zbog čega se Harry, Ron i Hermiona nisu smjeli vratiti, a ni pozvati Kreachera.
Od tada se Kreacher ne pojavljuje sve do kraja knjige i Bitke za Hogwarts kada predvodi kućne vilenjake Hogwartsa u borbu protiv smrtonoša u Velikoj dvorani.